# Volturara Irpina
Volturara Irpina (Otrale in dialetto irpino) è un comune italiano di 2 865 abitanti della provincia di Avellino in Campania.

## Geografia fisica

### Territorio
Il territorio del comune di Volturara si estende per 32 km² sui Monti Picentini. In particolare l'abitato si trova alle pendici del monte Terminio. L'escursione altimetrica è di 1139 m s.l.m. e va dai 1806 m della vetta del Terminio ai 667 m della Piana del Dragone. Il centro cittadino è circondato da diverse altre alture:
- il Cretazzuolo, m 1193;
- il Costa, m 1273;
- la Calcara di Alessio, m 1449;
- la Valle dei Lupi, m 1322;
- il Tuoro, m 1432.

Per merito della importante funzione regolatrice del bosco abbondano piccole sorgenti e fonti di freschissime acque perenni. Tra le più importanti ricordiamo quella dell'“Acque delle Logge” che sgorga alla quota di m. 1260 s.l.m., dell'“Acqua degli Uccelli” e dell'“Acqua del Cerchio”. Le acque provenienti dalle cime dei monti, prima di raggiungere la valle scompaiono in anfrattuosità conosciute in loco come ventare che alimentano le sorgenti “Acqua Mieroli”, ”Acqua di Zia Maria”, ”Acqua delle Noci” e “Serra”.

### Sismologia
Il comune di Volturara è parte del distretto sismico dell'Irpinia. In occasione del terremoto del 1980 vi furono, nel solo territorio comunale di Volturara Irpina, 5 morti, 107 feriti e 523 senzatetto.
- Classificazione sismica: zona 2 (sismicità media)[5]

### Clima
Il clima è di tipo temperato freddo con estati miti ed inverni rigidi, specialmente nelle zone meno riparate dai venti.
Sui rilievi il manto nevoso persiste a lungo a causa del freddo intenso e dell'altitudine. Nell'area dei boschi di faggio al di sopra dei 1000 m s.l.m. sino alla vetta del Terminio la neve permane durante il periodo invernale tra i 90 ed i 120 giorni circa, talvolta anche per 140 e, sciogliendosi lentamente, costituisce una ricca riserva di acqua per gli strati profondi e un benefico effetto sui pascoli e sui boschi. La nebbia fitta ed estesa su tutta la vallata è presente in primavera e in autunno, talvolta anche nel periodo estivo a causa del fenomeno dell'inversione termica con notti lunghe, cielo sereno e aria calma. Questa vasta area costituisce, per la sua posizione e per le sue caratteristiche intrinseche, un luogo di grande interesse naturalistico, ambientale, economico e sociale.

## Monumenti e luoghi d'interesse
- Basilica di san Nicola ("chiesa madre").
- Castello di Volturara Irpina
- Cippo Imperiale[6]
- Ferrata della Maroia

## Società

### Evoluzione demografica
Abitanti censiti

La mancanza di un lavoro sicuro ha prodotto una continua migrazione verso il nord Italia e verso l'estero. Dai 5.000 abitanti del 1951 si è arrivati ai 3.401 abitanti del 2011.

### Lingue e dialetti
Accanto alla lingua italiana, a Volturara si parla il dialetto irpino.

## Cultura

### Musei
- Museo Etnografico della Piana del Dragone

## Economia

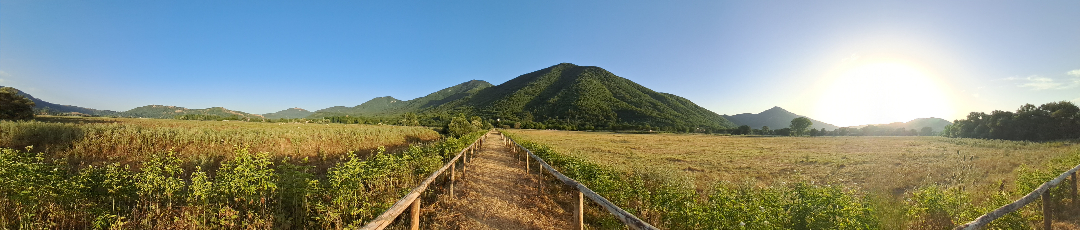
Piana del Dragone

I castagneti da frutto sono tutti di proprietà privata e hanno una superficie di 345,5 ettari. La gran parte della produzione della castagna è fatta in ambienti familiari. La collocazione del prodotto finito sul mercato provinciale, talvolta regionale e nazionale, è fatta ancora alla giornata e in modo occasionale. Tradizionale e diffusa la raccolta di funghi che vede arrivare a Volturara cercatori da tutte le parti della Regione. Tra le specie più diffuse il Boletus edulis (sìrolo), la Clavaria flava, le spugnole e l'ovolo buono. Il patrimonio terriero che appartiene alla proprietà privata è condotto con il predominante e tipico sistema del coltivatore diretto, con basso tenore di suscettività del territorio ad evolvere adeguandosi al mercato in continuo divenire. Prevale la piccola proprietà coltivatrice diretta generalmente frazionata, polverizzata e dispersa con permanenza di una notevole diffidenza nel riguardo dell'associazionismo sotto forma cooperativa o sotto altre forme, con mancanza di discrete alternative di rilancio.
L'ambiente agrario e forestale, tutto sommato, è rimasto fermo nel tempo, donde la sua inevitabile crisi. La stalla familiare è comunque ancora presente in un'alta percentuale delle aziende a coltivazione diretta. Ma i costi di produzione sono talmente alti che l'agricoltore può realizzare guadagni minimi. A fine millennio secondo dati ufficiali la consistenza dei capi bovini è di 1900 unità, di cui il 90% meticci ed il restante di razza Bruna Alpina o Frisona Italiana, con 200 ovini e 50 equini. Molti volturaresi prestano la loro opera anche nell'edilizia, soprattutto dopo il terremoto dell'Irpinia del 1980, e nelle industrie dei paesi vicini.

## Amministrazione

### Altre informazioni amministrative
Il comune fa parte della Comunità montana Terminio Cervialto.

## Sport

### Calcio
- A.S.D. Real Volturara 2018

### Pallavolo
- Volturara Volley

### Karate
- Asd Bellessere